# Eric Adams
Eric Leroy Adams (ur. 1 września 1960 w Nowym Jorku) – amerykański polityk, policjant i samorządowiec. Członek stanowego senatu (2007–2013), w latach 2014–2021 burmistrz Brooklynu, od 2022 burmistrz Nowego Jorku.

## Życiorys

### Młodość i edukacja
Urodził się w Brownsville, a wychował się w dzielnicach Bushwick i South Jamaica, jako czwarte dziecko sprzątaczki i rzeźnika. Ukończył Bayside High School w dzielnicy Queens w 1978. Uzyskał stopień Associate of Arts na New York City College of Technology, bakalaureat na John Jay College of Criminal Justice i Master of Public Administration na Marist College.
W wieku 15 lat został wraz z bratem aresztowany za podejrzenie popełnienia przestępstwa nielegalnego wtargnięcia. Był bity przez funkcjonariuszy New York City Police Department, dopóki nie interweniował czarnoskóry policjant. Następnie cierpiał na zespół stresu pourazowego.

### Praca w policji
Adams od 1984 do 2006 służył jako funkcjonariusz nowojorskiej policji. W 1984 ukończył New York City Police Academy. Rozpoczął pracę w New York City Transit Police, po połączeniu tej instytucji w 1995 roku z New York City Police Department, kontynuował pracę w NYPD. W 1995 roku założył 100 Blacks in Law Enforcement Who Care, grupę interesu czarnoskórych funkcjonariuszy policji, dążącą do reformy wymiaru sprawiedliwości.

### Kariera polityczna
W 1994 roku ogłosił swoją kandydaturę w prawyborach Partii Demokratycznej w 11. okręgu wyborczym stanu Nowy Jork, jednak nie zebrał wymaganej liczby podpisów. W latach 1997–2001 był zarejestrowanym członkiem Partii Republikańskiej.
W 2006 roku skutecznie kandydował na stanowisko członka stanowego senatu Nowego Jorku z 20. okręgu wyborczego, obejmującego część dzielnicy Brooklyn. Uzyskiwał reelekcję w 2008, 2010 i 2012 roku. 5 listopada 2013 został wybrany burmistrzem Brooklynu, zdobywając 246 547 (90,8%) głosów. Uzyskał reelekcję w 2017 roku – zdobył 265 858 (83%) głosów.
18 listopada 2020 ogłosił swoją kandydaturę na stanowisko burmistrza Nowego Jorku. Jego kampania wyborcza opierała się na poprawie bezpieczeństwa publicznego i walce z przestępczością w mieście, reformie policji, zdrowiu publicznym i gospodarce. W trakcie kampanii wyborczej był określany mianem umiarkowanego demokraty. Zwyciężył w prawyborach Partii Demokratycznej, zdobywając 403 333 (50,5%) głosów, a także w przeprowadzonych 2 listopada 2021 wyborach na burmistrza Nowego Jorku, zdobywając 676 481 (67,0%) głosów. Objął funkcję burmistrza Nowego Jorku 1 stycznia 2022.
W 2025 wycofał się z prawyborów partii demokratycznej i zapowiedział walkę o reelekcje jako kandydat niezależny.